# Liste der Baudenkmale in Wrangelsburg
In der Liste der Baudenkmale in Wrangelsburg sind alle denkmalgeschützten Bauten der Gemeinde Wrangelsburg (Mecklenburg-Vorpommern) und ihrer Ortsteile aufgelistet. Grundlage ist die Veröffentlichung der Denkmalliste des Landkreises Ostvorpommern mit dem Stand vom 30. Dezember 1996. 

## Baudenkmale nach Ortsteilen

### Wrangelsburg
| ID | Lage                 | Bezeichnung                              | Beschreibung | Bild                                     |
| -- | -------------------- | ---------------------------------------- | --- | ---------------------------------------- |
|    | Schlossplatz (Karte) | Amtshaus                                 | Verwalterhaus, dass Torhaus zur Wrangelsburg 1600, einfacher Putzbau, erwähnenswert die Skulpturen an der Eingangstür (alter Eingangsbereich ist der Giebel), dort sind die Sockel-Fragmente erhalten. Erwähnenswert sind die innen liegenden, ca. 0,90 bis 1,00 m starken Mauern, die unter anderem belegen, dass die Mittelachse des Hauses das „Alte Torhaus“ der „Wrangelsburg“ ist. 1426 erstmals als Vorwerk erwähnt, wurde um 1600 ein vierflügeliges Renaissanceschloss errichtet, belegbar mit Matrikelkarten und Luftaufnahmen. Innen sind einige typische historische Bau- und Stilelemente vorhanden. Auch sind die unterschiedlichen Bauepochen zum Teil sichtbar. | Amtshaus                                 |
|    | Schlossplatz (Karte) | Feldsteinruine (wohl Marstall)           | verwendet wurden die glatt behauenen Steine vom Herzogsschloss in Wolgast | Feldsteinruine (wohl Marstall)           |
|    | Friedhof (Karte)     | Mausoleum                                | Erbbegräbnis der Familie Laug | Mausoleum                                |
|    | Schlossplatz (Karte) | Gutsanlage mit Gutshaus, Park, 2 Ställen | Nachdem mehrere Vorgängerbauten zerstört wurden, erwarb August Wilhelm Homeyer das Gelände im Jahre 1862. Im Jahre 1880 ließ er das heutige Herrenhaus bauen. | Gutsanlage mit Gutshaus, Park, 2 Ställen |

## Quelle
- Bericht über die Erstellung der Denkmallisten sowie über die Verwaltungspraxis bei der Benachrichtigung der Eigentümer und Gemeinden sowie über die Handhabung von Änderungswünschen (Stand: Juni 1997; PDF, 934 kB)